# Hesperevax
Hesperevax là một chi thực vật có hoa trong họ Cúc (Asteraceae).

## Loài
Chi Hesperevax gồm các loài: